# Giōrgos Mpompolas
Giōrgos Mpompolas (in greco Γιώργος Μπόμπολας?; Il Pireo, 14 febbraio 1928 – Atene, 11 aprile 2023) è stato un imprenditore e editore greco.

## Biografia
Nonostante fosse uno dei più ricchi uomini d'affari di tutta la Grecia, Giōrgos Mpompolas era noto soprattutto per essere il proprietario del giornale Ethnos, un tempo il più letto in Grecia. 
Durante la II guerra mondiale, al tempo dell'occupazione italo-tedesca della Grecia, nel 1941 fu sorpreso mentre scriveva sui muri del quartiere Kastella del Pireo frasi contro gli invasori. Nel 1944 il padre, un impiegato ministeriale che aveva dato la sua adesione al movimento partigiano dell'EAM, fu inviato in esilio in Egitto. Giōrgos Mpompolas all'epoca era appena sedicenne. Furono anni di stenti ma egli poté comunque iscriversi al Politecnico di Atene, mantenendosi agli studi con lezioni private impartite a studenti del ginnasio. Una volta conseguita la laurea si diede agli affari più svariati ma la sua passione era l'imprenditoria edile. Nel 1968 mise su un'impresa, la "Technodomì", attiva nel campo delle costruzioni e degli appalti statali. Suo socio in affari era Kouloumpis, che qualche decennio più tardi, al tempo del governo di Andreas Papandreou, sarebbe diventato Ministro dei Lavori Pubblici.
Nel 1980 acquisì i diritti di traduzione e distribuzione in Grecia dell'enciclopedia sovietica e nello stesso anno finanziò il progetto del quotidiano Ethnos cui impresse un orientamento filosocialista. Tre anni più tardi si scoprì che il quotidiano era controllato dal KGB e dai suoi agenti di stanza ad Atene, come dimostravano anche gli articoli giustificanti l'intervento dell'Unione Sovietica in Afghanistan, Polonia e Medio Oriente.
In seguito Giōrgos Mpompolas fu tra i promotori del progetto "Mega channel", primo canale tv privato a vedere la luce in Grecia. Il suo pacchetto azionario era originariamento del 20%.
Insieme ai suoi tre figli (Fotis, Leonidas e Maria) diresse un gruppo di 11 società. La società Aktor è attiva nel campo degli appalti. La Pegasus è invece la società editrice diretta dalla figlia Maria. Il 16 marzo del 2008 la Pegasus acquisì il controllo del quotidiano "Proto Tema".